# Rushs diskografi
Rush var en kanadensisk rockgrupp som bestod av basisten, keyboardisten och sångaren Geddy Lee, gitarristen Alex Lifeson samt batteristen och textförfattaren Neil Peart (uttalas "Peert").
Denna artikel inkluderar gruppens diskografi.

## Studioalbum
| 1974                                                                                        | Rush - Releasedatum: 18 mars 1974 - Skivbolag: Moon - Format: CD, CS, LP                       | 86 | —  | —  | —  | —  | —  | —  | —  | —   | 105                 | KAN: Guld USA: Guld                        |
| 1975                                                                                        | Fly by Night - Releasedatum: 15 februari 1975 - Skivbolag: Mercury - Format: CD, CS, LP        | 9  | —  | —  | —  | —  | —  | —  | —  | —   | 113                 | KAN: Platina USA: Platina                  |
| Caress of Steel - Releasedatum: 24 september 1975 - Skivbolag: Mercury - Format: CD, CS, LP | 60                                                                                             | —  | —  | —  | —  | —  | —  | —  | —  | 148 | KAN: Guld USA: Guld |                                            |
| 1976                                                                                        | 2112 - Releasedatum: 1 april 1976 - Skivbolag: Mercury - Format: CD, CS, LP                    | 5  | —  | —  | —  | —  | —  | —  | 33 | —   | 61                  | KAN: 2× Platina UK: Guld USA: 3× Platina   |
| 1977                                                                                        | A Farewell to Kings - Releasedatum: 1 september 1977 - Skivbolag: Mercury - Format: CD, CS, LP | 11 | —  | —  | —  | —  | —  | —  | 41 | 22  | 33                  | KAN: Platina UK: Guld USA: Platina         |
| 1978                                                                                        | Hemispheres - Releasedatum: 29 oktober 1978 - Skivbolag: Mercury - Format: CD, CS, LP          | 14 | —  | —  | —  | —  | —  | —  | —  | 14  | 47                  | KAN: Platina UK: Silver USA: Platina       |
| 1980                                                                                        | Permanent Waves - Releasedatum: 14 januari 1980 - Skivbolag: Mercury - Format: CD, CS, LP      | 3  | —  | —  | —  | 38 | 21 | —  | 26 | 3   | 4                   | KAN: Platina UK: Guld USA: Platina         |
| 1981                                                                                        | Moving Pictures - Releasedatum: 12 februari 1981 - Skivbolag: Mercury - Format: CD, CS, LP     | 1  | —  | —  | —  | 19 | 34 | —  | 32 | 3   | 3                   | KAN: 4× Platina UK: Silver USA: 4× Platina |
| 1982                                                                                        | Signals - Releasedatum: 9 september 1982 - Skivbolag: Mercury - Format: CD, CS, LP             | 1  | —  | —  | —  | 31 | 33 | —  | 19 | 3   | 10                  | KAN: Platina UK: Silver USA: Platina       |
| 1984                                                                                        | Grace Under Pressure - Releasedatum: 12 april 1984 - Skivbolag: Mercury - Format: CD, CS, LP   | 4  | 14 | 43 | —  | 27 | —  | —  | 18 | 5   | 10                  | KAN: Platina UK: Silver USA: Platina       |
| 1985                                                                                        | Power Windows - Releasedatum: 29 oktober 1985 - Skivbolag: Mercury - Format: CD, CS, LP        | 2  | 17 | —  | —  | 44 | —  | —  | 26 | 9   | 10                  | KAN: Platina UK: Silver USA: Platina       |
| 1987                                                                                        | Hold Your Fire - Releasedatum: 8 september 1987 - Skivbolag: Mercury - Format: CD, CS, LP      | 9  | 9  | 34 | —  | 40 | —  | —  | 21 | 10  | 13                  | KAN: Platina UK: Silver USA: Guld          |
| 1989                                                                                        | Presto - Releasedatum: 21 november 1989 - Skivbolag: Atlantic - Format: CD, CS, LP             | 7  | 22 | 60 | —  | 70 | —  | —  | —  | 27  | 16                  | KAN: Platina UK: Silver USA: Guld          |
| 1991                                                                                        | Roll the Bones - Releasedatum: 3 september 1991 - Skivbolag: Atlantic - Format: CD, CS, LP     | 11 | 9  | 35 | —  | 38 | —  | —  | 31 | 10  | 3                   | KAN: Platina USA: Platina                  |
| 1993                                                                                        | Counterparts - Releasedatum: 19 oktober 1993 - Skivbolag: Atlantic - Format: CD, CS, LP        | 6  | 18 | 88 | —  | 56 | —  | —  | 45 | 14  | 2                   | KAN: Platina USA: Guld                     |
| 1996                                                                                        | Test for Echo - Releasedatum: 10 september 1996 - Skivbolag: Atlantic - Format: CD, CS, LP     | 3  | 9  | 45 | —  | 53 | —  | —  | 26 | 25  | 5                   | KAN: Guld USA: Guld                        |
| 2002                                                                                        | Vapor Trails - Releasedatum: 14 maj 2002 - Skivbolag: Atlantic - Format: CD, CS, LP            | 3  | 11 | 20 | —  | 47 | —  | —  | 18 | 38  | 6                   | KAN: Guld                                  |
| 2007                                                                                        | Snakes & Arrows - Releasedatum: 1 maj 2007 - Skivbolag: Atlantic - Format: CD, LP              | 3  | 4  | 29 | 80 | 16 | 13 | 41 | 6  | 13  | 3                   | KAN: Guld                                  |
| 2012                                                                                        | Clockwork Angels - Releasedatum: 12 juni 2012 - Skivbolag: Roadrunner - Format: CD, LP         | 1  | 4  | 11 | 71 | 11 | 4  | 9  | 8  | 21  | 2                   | KAN: Guld                                  |
| "—" noterar album som inte tog sig in på listan.                                            |                                                                                                |    |    |    |    |    |    |    |    |     |                     |                                            |

## Livealbum
| 1976                                             | All the World's a Stage - Releasedatum: 29 september 1976 - Skivbolag: Anthem - Format: CD, CS, LP            | 6  | — | —  | — | —  | —  | — | —  | —   | 40 | KAN: Platina UK: Silver USA: Platina |
| 1981                                             | Exit...Stage Left - Releasedatum: 29 oktober 1981 - Skivbolag: Anthem - Format: CD, CS, LP                    | 7  | — | —  | — | 19 | 28 | — | —  | 6   | 10 | KAN: Platina UK: Silver USA: Platina |
| 1989                                             | A Show of Hands - Releasedatum: 10 januari 1989 - Skivbolag: Anthem - Format: CD, CS, LP                      | —  | 9 | 35 | — | 38 | —  | — | 28 | 12  | 21 | KAN: Platina USA: Guld               |
| 1998                                             | Different Stages - Releasedatum: 10 november 1998 - Skivbolag: Anthem - Format: CD, CS                        | 12 | — | —  | — | —  | —  | — | —  | 121 | 35 | KAN: Platina USA: Guld               |
| 2003                                             | Rush in Rio - Releasedatum: 21 oktober 2003 - Skivbolag: Anthem - Format: CD                                  | —  | — | —  | — | —  | —  | — | —  | 139 | 33 | KAN: Guld USA: Guld                  |
| 2005                                             | R30: 30th Anniversary World Tour - Releasedatum: 22 november 2005 - Skivbolag: Anthem - Format: CD            | —  | — | —  | — | —  | —  | — | —  | —   | —  | —                                    |
| 2006                                             | Grace Under Pressure Tour - Releasedatum: 13 juni 2006 - Skivbolag: Anthem - Format: CD                       | —  | — | —  | — | —  | —  | — | —  | —   | —  | —                                    |
| 2008                                             | Snakes & Arrows Live - Releasedatum: 15 april 2008 - Skivbolag: Anthem - Format: CD                           | 8  | — | 63 | — | 36 | —  | — | 42 | 70  | 18 | —                                    |
| 2011                                             | Time Machine 2011: Live in Cleveland - Releasedatum: 8 november 2011 - Skivbolag: Roadrunner - Format: CD, LP | 59 | — | 58 | — | —  | —  | — | —  | 70  | 54 | —                                    |
| 2013                                             | Clockwork Angels Tour - Releasedatum: 19 november 2013 - Skivbolag: Roadrunner - Format: CD                   | 75 | — | 45 | — | 87 | —  | — | —  | 65  | 33 | —                                    |
| 2015                                             | R40 Live - Releasedatum: 20 november 2015 - Skivbolag: Anthem - Format: CD                                    | 30 | — | 49 | — | 54 | —  | — | —  | 47  | 24 | —                                    |
| "—" noterar album som inte tog sig in på listan. | |    |   |    |   |    |    |   |    |     |    |                                      |

## Samlingar

### Samlingsalbum
| 1979                                             | Rush Through Time - Releasedatum: 1979 - Skivbolag: Mercury - Format: LP                                       | —  | —   | —  | —                               |
| 1990                                             | Chronicles - Releasedatum: 4 september 1990 - Skivbolag: Anthem - Format: CD, CS, LP                           | 38 | 42  | 51 | KAN: 2x Platina USA: 2x Platina |
| 1997                                             | Retrospective I - Releasedatum: 6 maj 1997 - Skivbolag: Anthem - Format: CD, CS                                | —  | —   | —  | —                               |
| 1997                                             | Retrospective II - Releasedatum: 3 juni 1997 - Skivbolag: Anthem - Format: CD, CS                              | —  | —   | —  | —                               |
| 2003                                             | The Spirit of Radio: Greatest Hits 1974–1987 - Releasedatum: 11 februari 2003 - Skivbolag: Anthem - Format: CD | 17 | 167 | 62 | UK: Silver USA: Guld            |
| 2006                                             | Gold - Releasedatum: 25 april 2006 - Skivbolag: Anthem - Format: CD                                            | —  | —   | —  | —                               |
| 2009                                             | Retrospective III: 1989-2008 - Releasedatum: 3 mars 2009 - Skivbolag: Anthem - Format: CD                      | —  | 160 | 47 | —                               |
| 2009                                             | Working Men - Releasedatum: 17 november 2009 - Skivbolag: Anthem - Format: CD                                  | —  | —   | —  | —                               |
| 2010                                             | Time Stand Still: The Collection - Releasedatum: 30 mars 2010 - Skivbolag: Universal - Format: CD              | —  | —   | —  | —                               |
| 2010                                             | Icon - Releasedatum: 31 augusti 2010 - Skivbolag: Universal - Format: CD                                       | —  | —   | —  | —                               |
| 2011                                             | Icon 2 - Releasedatum: 29 juli 2011 - Skivbolag: Island - Format: CD                                           | —  | —   | —  | —                               |
| "—" noterar album som inte tog sig in på listan. | |    |     |    |                                 |

### Samlingsboxar
| 1978                                             | Archives - Releasedatum: april 1978 - Skivbolag: Anthem - Format: CS, LP                              | 50 | —   | 121 | USA: Platina |
| 2011                                             | Sector 1 - Releasedatum: 21 november 2011 - Skivbolag: Anthem - Format: CD, DVD                       | —  | —   | —   | —            |
| 2011                                             | Sector 2 - Releasedatum: 21 november 2011 - Skivbolag: Anthem - Format: CD, DVD                       | —  | —   | —   | —            |
| 2011                                             | Sector 3 - Releasedatum: 21 november 2011 - Skivbolag: Anthem - Format: CD, DVD                       | —  | —   | —   | —            |
| 2013                                             | The Studio Albums 1989-2007 - Releasedatum: 30 september 2013 - Skivbolag: Anthem - Format: CD        | —  | 168 | —   | —            |
| 2016                                             | 2112: The 40th Anniversary - Releasedatum: 16 december 2016 - Skivbolag: Anthem - Format: CD, DVD, LP | —  | —   | 138 | —            |
| "—" noterar album som inte tog sig in på listan. | |    |     |     |              |

## EP och singlar

### EP
| År   | EP-information                                                               | Högsta listposition | Högsta listposition | Högsta listposition | Certifikat |
| År   | EP-information                                                               | KAN                 | UK                  | USA                 | Certifikat |
| ---- | ---------------------------------------------------------------------------- | ------------------- | ------------------- | ------------------- | ---------- |
| 2004 | Feedback - Releasedatum: 29 juni 2004 - Skivbolag: Atlantic - Format: CD, LP | 5                   | 68                  | 19                  | —          |

### Singlar
| 1973                                                                                   | "Not Fade Away" - "You Can't Fight It"     | 88    | —     | —     | —     | Inget album             |
| 1974                                                                                   | "Finding My Way"                           | —     | —     | —     | —     | Rush                    |
| 1974                                                                                   | "In the Mood"                              | 31    | —     | —     | —     | Rush                    |
| 1975                                                                                   | "Fly by Night"                             | 45    | —     | —     | —     | Fly by Night            |
| 1975                                                                                   | "Return of the Prince"                     | —     | —     | —     | —     | Caress of Steel         |
| 1975                                                                                   | "Lakeside Park"                            | —     | —     | —     | —     | Caress of Steel         |
| 1976                                                                                   | "The Twilight Zone"                        | —     | —     | —     | —     | 2112                    |
| 1976                                                                                   | "The Temples of Syrinx"                    | —     | —     | —     | —     | 2112                    |
| 1976                                                                                   | "Fly by Night/ In the Mood" (live medley)  | —     | 88    | —     | —     | All the World's a Stage |
| 1977                                                                                   | "Making Memories" [A]                      | —     | —     | —     | —     | Fly by Night            |
| 1977                                                                                   | "Closer to the Heart"                      | 45    | 76    | —     | 36    | A Farewell to Kings     |
| 1978                                                                                   | "Cinderella Man"                           | —     | —     | —     | —     | A Farewell to Kings     |
| 1978                                                                                   | "The Trees" - "Circumstances" [B]          | —     | —     | —     | —     | Hemispheres             |
| 1980                                                                                   | "The Spirit of Radio"                      | 22    | 51    | —     | 13    | Permanent Waves         |
| 1980                                                                                   | "Entre Nous"                               | 94    | 110   | —     | —     | Permanent Waves         |
| 1980                                                                                   | "Freewill"                                 | —     | 103   | —     | —     |                         |
| 1981                                                                                   | "Limelight"                                | 18    | 55    | 4     | —     | Moving Pictures         |
| 1981                                                                                   | "Vital Signs"                              | —     | —     | —     | 41    | Moving Pictures         |
| 1981                                                                                   | "Tom Sawyer"                               | 24    | 44    | 8     | —     | Moving Pictures         |
| 1981                                                                                   | "Tom Sawyer" (live)                        | —     | —     | 42    | 25    | Exit...Stage Left       |
| 1981                                                                                   | "Closer to the Heart" (live)               | —     | 69    | 21    | 76    | Exit...Stage Left       |
| 1982                                                                                   | "New World Man"                            | 1     | 21    | 1     | 42    | Signals                 |
| 1982                                                                                   | "Subdivisions"                             | 36    | —     | 5     | 27    | Signals                 |
| 1982                                                                                   | "The Analog Kid" [airplay]                 | —     | —     | 19    | 72    | Signals                 |
| 1983                                                                                   | "The Weapon"                               | —     | —     | —     | 53    | Signals                 |
| 1983                                                                                   | "Countdown" / "New World Man" [C]          | —     | —     | —     | 36    | Signals                 |
| 1984                                                                                   | "Distant Early Warning"                    | —     | —     | 3     | —     | Grace Under Pressure    |
| 1984                                                                                   | "The Body Electric" - "Between The Wheels" | 86 —  | 105 — | 23 39 | 56 —  | Grace Under Pressure    |
| 1984                                                                                   | "Red Sector A"                             | —     | —     | 21    | —     | Grace Under Pressure    |
| 1984                                                                                   | "Afterimage" [D]                           | —     | —     | —     | —     | Grace Under Pressure    |
| 1985                                                                                   | "The Big Money"                            | 52    | 45    | 4     | 46    | Power Windows           |
| 1985                                                                                   | "Territories" [airplay]                    | —     | —     | 30    | —     | Power Windows           |
| 1985                                                                                   | "Manhattan Project" [airplay]              | —     | —     | 10    | —     | Power Windows           |
| 1986                                                                                   | "Mystic Rhythms"                           | —     | —     | 21    | —     | Power Windows           |
| 1987                                                                                   | "Time Stand Still"                         | 52    | —     | 3     | 42    | Hold Your Fire          |
| 1987                                                                                   | "Force Ten" [promo]                        | —     | —     | 3     | —     | Hold Your Fire          |
| 1987                                                                                   | "Lock and Key" [promo]                     | —     | —     | 16    | —     | Hold Your Fire          |
| 1988                                                                                   | "Prime Mover"                              | —     | —     | —     | 43    | Hold Your Fire          |
| 1988                                                                                   | "Marathon (live)" [promo]                  | —     | —     | 6     | —     | A Show of Hands         |
| 1989                                                                                   | "Closer to the Heart" (live)               | —     | —     | —     | —     | A Show of Hands         |
| 1989                                                                                   | "Mission" (live) [promo]                   | —     | —     | 33    | —     | A Show of Hands         |
| 1989                                                                                   | "Show Don't Tell"                          | —     | —     | 1     | —     | Presto                  |
| 1989                                                                                   | "Presto" [airplay]                         | —     | —     | 14    | —     | Presto                  |
| 1990                                                                                   | "The Pass"                                 | —     | —     | 15    | —     | Presto                  |
| 1990                                                                                   | "Superconductor" [promo]                   | —     | —     | 37    | —     | Presto                  |
| 1991                                                                                   | "Dreamline" [promo]                        | —     | —     | 1     | —     | Roll the Bones          |
| 1991                                                                                   | "Roll the Bones"                           | —     | —     | 9     | 49    | Roll the Bones          |
| 1992                                                                                   | "Ghost of a Chance"                        | —     | —     | 2     | —     | Roll the Bones          |
| 1992                                                                                   | "Bravado" [promo]                          | —     | —     | 13    | —     | Roll the Bones          |
| 1993                                                                                   | "Stick It Out" [promo]                     | —     | —     | 1     | —     | Counterparts            |
| 1993                                                                                   | "Cold Fire" [airplay]                      | —     | —     | 2     | —     | Counterparts            |
| 1994                                                                                   | "Nobody's Hero"                            | —     | —     | 9     | —     | Counterparts            |
| 1994                                                                                   | "Animate" [airplay]                        | —     | —     | 35    | —     | Counterparts            |
| 1996                                                                                   | "Test for Echo" [promo]                    | 6     | —     | 1     | —     | Test for Echo           |
| 1996                                                                                   | "Half the World" [promo]                   | —     | —     | 6     | —     | Test for Echo           |
| 1997                                                                                   | "Driven" [promo]                           | —     | —     | 20    | —     | Test for Echo           |
| 1998                                                                                   | "The Spirit of Radio" (live) [promo]       | —     | —     | 27    | —     | Different Stages        |
| 2002                                                                                   | "One Little Victory" [promo]               | —     | —     | 10    | —     | Vapor Trails            |
| 2002                                                                                   | "Secret Touch" [promo]                     | —     | —     | 25    | —     | Vapor Trails            |
| 2004                                                                                   | "Summertime Blues" [promo]                 | —     | —     | 30    | —     | Feedback                |
| 2007                                                                                   | "Far Cry"                                  | 87    | —     | 22    | —     | Snakes & Arrows         |
| 2007                                                                                   | "Workin' Them Angels" [promo]              | —     | —     | 30    | —     | Snakes & Arrows         |
| 2010                                                                                   | "Caravan" - "BU2B"                         | 44 50 | —     | 38 —  | 184 — | Clockwork Angels        |
| 2012                                                                                   | "Headlong Flight"                          | 84    | —     | 23    | —     | Clockwork Angels        |
| 2012                                                                                   | "The Wreckers" [promo]                     | —     | —     | 38    | —     | Clockwork Angels        |
| 2013                                                                                   | "The Garden"                               | —     | —     | —     | —     | Clockwork Angels        |
| 2017                                                                                   | "Cygnus X-1" EP                            | —     | —     | —     | —     | A Farewell to Kings     |
| "—" noterar singlar som inte tog sig in på listan, eller inte släpptes i angivet land. |                                            |       |       |       |       |                         |

noteringar;
- 1987 års utgåva i Storbritannien av singeln "Time Stand Still" släpptes som 'Rush featuring Aimee Mann'.
- A^ - speciell förstautgåva av Anthem records.
- B^ - I Kanada så var låten "Circumstances" A-sida.
- C^ - Släppt i Storbritannien med dubbel A-sida.
- D^ - släppt i Japan.

## Videor

### Videoalbum
| 1982                                                  | Exit...Stage Left - Releasedatum: 13 februari 1982 - Skivbolag: Anthem - Format: Betamax, CED, DVD, LD, VHS | —  | — | — | — | —  | —  | - USA: Guld                                    |
| 1985                                                  | Through the Camera Eye - Releasedatum: juli 1985 - Skivbolag: Anthem - Format: Betamax, LD, VHS             | 16 | — | — | — | —  | —  | —                                              |
| 1986                                                  | Grace Under Pressure Tour - Releasedatum: mars 1986 - Skivbolag: Anthem - Format: Betamax, DVD, LD, VHS     | 9  | — | — | — | —  | —  | —                                              |
| 1989                                                  | A Show of Hands - Releasedatum: 12 februari 1989 - Skivbolag: Anthem - Format: DVD, LD, VHS                 | 2  | — | — | — | —  | —  | - USA: Platina - KAN: Platina                  |
| 1990                                                  | Chronicles - Releasedatum: 23 oktober 1990 - Skivbolag: Anthem - Format: DVD, LD, VHS                       | 13 | — | 2 | — | —  | 23 | - USA: Platina - KAN: Guld                     |
| 2003                                                  | Rush in Rio - Releasedatum: 21 oktober 2003 - Skivbolag: Anthem - Format: DVD                               | 1  | 8 | 5 | — | 19 | 3  | - UK: Platina - USA: 7x Platina - KAN: Diamond |
| 2005                                                  | R30: 30th Anniversary World Tour - Releasedatum: 22 november 2005 - Skivbolag: Anthem - Format: DVD         | 2  | 3 | 3 | — | 24 | 2  | - UK: Guld - USA: 5x Platina - KAN: 8x Platina |
| 2006                                                  | Rush Replay X3 - Releasedatum: 13 juni 2006 - Skivbolag: Anthem - Format: DVD                               | 1  | 8 | 3 | — | 10 | 2  | - KAN: 5x Platina                              |
| 2008                                                  | Snakes & Arrows Live - Releasedatum: 24 november 2008 - Skivbolag: Anthem - Format: BD, DVD                 | 1  | 5 | 3 | — | 3  | 5  | - USA: 2x Platina - KAN: 5x Platina            |
| 2011                                                  | Time Machine 2011: Live in Cleveland - Releasedatum: 8 november 2011 - Skivbolag: Anthem - Format: BD, DVD  | 1  | 1 | 3 | — | 10 | 2  | - USA: 2x Platina                              |
| 2013                                                  | Clockwork Angels Tour - Releasedatum: 19 november 2013 - Skivbolag: Anthem - Format: BD, DVD                | 1  | 3 | 2 | 8 | 8  | 2  | - USA: Platina - KAN; 3x Platina               |
| 2014                                                  | R40 (6 Blu-Ray / 10 DVD Box Set) - Releasedatum: 11 november 2014 - Skivbolag: Anthem - Format: BD, DVD     | 2  | — | — | — | —  | —  | —                                              |
| 2015                                                  | R40 Live - Releasedatum: 20 november 2015 - Skivbolag: Anthem - Format: BD, DVD                             | 2  | 5 | 2 | — | 4  | —  | —                                              |
| "—" noterar videoalbum som inte tog sig in på listan. | |    |   |   |   |    |    |                                                |

### Musikvideor
| År   | Titel                   | Album                |
| ---- | ----------------------- | -------------------- |
| 1975 | "Fly by Night"          | Fly by Night         |
| 1975 | "Anthem"                | Fly by Night         |
| 1977 | "Closer to the Heart"   | A Farewell to Kings  |
| 1977 | "A Farewell to Kings"   | A Farewell to Kings  |
| 1977 | "Xanadu"                | A Farewell to Kings  |
| 1978 | "Circumstances"         | Hemispheres          |
| 1978 | "The Trees"             | Hemispheres          |
| 1978 | "La Villa Strangiato"   | Hemispheres          |
| 1981 | "Limelight"             | Moving Pictures      |
| 1981 | "Tom Sawyer"            | Moving Pictures      |
| 1981 | "Vital Signs"           | Moving Pictures      |
| 1982 | "Subdivisions"          | Signals              |
| 1983 | "Countdown"             | Signals              |
| 1984 | "Distant Early Warning" | Grace Under Pressure |
| 1984 | "Afterimage"            | Grace Under Pressure |
| 1984 | "The Body Electric"     | Grace Under Pressure |
| 1984 | "The Enemy Within"      | Grace Under Pressure |
| 1985 | "The Big Money"         | Power Windows        |
| 1986 | "Mystic Rhythms"        | Power Windows        |
| 1987 | "Time Stand Still"      | Hold Your Fire       |
| 1988 | "Lock and Key"          | Hold Your Fire       |
| 1989 | "Show Don't Tell"       | Presto               |
| 1990 | "The Pass"              | Presto               |
| 1990 | "Superconductor"        | Presto               |
| 1992 | "Roll the Bones"        | Roll the Bones       |
| 1993 | "Stick It Out"          | Counterparts         |
| 1994 | "Nobody's Hero"         | Counterparts         |
| 1996 | "Half the World"        | Test for Echo        |
| 1997 | "Driven"                | Test for Echo        |
| 2007 | "Far Cry"               | Snakes & Arrows      |
| 2007 | "Malignant Narcissism"  | Snakes & Arrows      |
| 2012 | "Headlong Flight"       | Clockwork Angels     |
| 2012 | "The Wreckers"          | Clockwork Angels     |